# ソウルキャリバーの登場人物
ソウルキャリバーの登場人物（ソウルキャリバーのとうじょうじんぶつ）では、ナムコ（後のバンダイナムコエンターテインメント）が開発・販売する対戦型格闘ゲーム『ソウルエッジ』および『ソウルキャリバー』とその続編からなるソウルシリーズに登場する架空の剣士について記述する。
各キャラクターのストーリーを理解する上での世界設定についてはソウルシリーズの世界設定を参照。

## 登場人物目次
ソウルエッジから登場する人物
御剣 / ソン・ミナ / タキ / リ・ロン / ヴォルド / ソフィーティア / ジークフリート / ロック / ファン / セルバンテス / ソウルエッジ / ハンミョン
ソウルキャリバーから登場する人物
キリク / シャンファ / マキシ / アーサー / ナイトメア / アスタロス / アイヴィー / 吉光 / リザードマン / エッジマスター / インフェルノ
ソウルキャリバーIIから登場する人物
ラファエル / タリム / カサンドラ / ユンスン / シャレード / ネクリッド / アサシン / バーサーカー
ソウルキャリバーIIIから登場する人物
ザサラメール / ティラ / 雪華 / オルカダン / アビス / ナイトテラー
ボーナスキャラクター
レブナント / グリード / マイザー / ヴァレリア / ファリン / リネット / アベリア / ルナ / ジラルド / チェスター / デムース / オーレリア / ストライフ / エイミ
その他、家庭用の「ストーリー」「ロストクロニクルズ」「バトルアリーナ（シチュエーション）」の各モードにおいて、様々なキャラクターが登場する。

ソウルキャリバー レジェンズに登場する人物
アスタロス α / （ロイド・アーヴィング） / イスカ / 仮面の皇帝 / バルバロス / ファフナー / アモン / ゲキ・マキ
ソウルキャリバーIVから登場する人物
ヒルダ / アルゴル
ボーナスキャラクター
シェラザード / アンゴル・フィア / 修羅 / アシュロット / 神斬蝕

ソウルキャリバー ブロークンデスティニーに登場する人物
ダンピエール / （クレイトス）
ソウルキャリバーVに登場する人物
パトロクロス / ピュラ / ツヴァイ / ナツ / ヴィオラ / レイシャ / シバ / αパトロクロス / ピュラΩ / エリュシオン
ソウルキャリバーVIに登場する人物
グロー / アズウェル
プレイヤーキャラクター達と深い関わりを持つ、設定のみ登場する人物
ロティオン / ベルチー / フレデリック / シャンレン / トキ / バングー / 千恵 / 種子島 / クンペトクー  / ケフェウス / クン / カーティス

## 略語表記について
本項において、以下のように省略を行っている。
| （エッジ）   | ソウルエッジ                                       |
| （エッジAC） | ソウルエッジ（アーケード版）                       |
| （エッジPS） | ソウルエッジ（プレイステーション版）               |
| （1）        | ソウルキャリバー                                   |
| （1DC）      | ソウルキャリバー（ドリームキャスト版）             |
| （1WLD）     | ソウルキャリバー（海外版）                         |
| （2）        | ソウルキャリバーII                                 |
| （2CS）      | ソウルキャリバーII（家庭用版）                     |
| （3）        | ソウルキャリバーIII                                |
| （3PS2）     | ソウルキャリバーIII（プレイステーション2版）       |
| （3AC）      | ソウルキャリバーIII ARCADE EDITION（アーケード版） |
| （L）        | ソウルキャリバー レジェンズ                        |
| （4）        | ソウルキャリバーIV                                 |
| （BD）       | ソウルキャリバー ブロークンデスティニー            |
| （5）        | ソウルキャリバーV                                  |
| （6）        | ソウルキャリバーVI                                 |

他作品からのゲストキャラクターについては#ゲストキャラクターを参照。

## ソウルエッジから登場する人物

### 御剣平四郎
御剣 平四郎（みつるぎ へいしろう [Heishiro Mitsurugi]）
- 登場作品: （エッジ）（1）（2）（3）（L）（4）（BD）（5）(6)
- シリーズ外では『NAMCO x CAPCOM』に登場。
- 声: 森川智之（エッジAC）（1）（2）（3）（L）（4）（BD）（5）(6)、高木渉（エッジPS）、英語版：スコット・ケック（2）、レイ・チェイス（6）

#### 設定
「戦国の用心棒」、「孤狼剣士」の別名で戦国に勇名を馳せた若武者。元は農家の息子であったが、両親の死をきっかけに剣の道に進む。兄弟いずれも病死 八番目の弟を名乗る武芸者がいるらしい（5）。種子島の脅威をきっかけにソウルエッジに興味を持つようになる。使用武器の分類は設定上は「太刀」とされているが、内容は打刀に近い。
ソウルエッジ
戦国時代、備前の農民の四男として生まれた彼は農作業を楽しんでいたが、耕しても次々と騎馬隊の軍馬に作物を踏み潰されていくのにつれ自分の行いが馬鹿らしく思うようになり、14歳で両親が他界したことをきっかけに武士の世界へ入った。初めは浦上宗景に仕え、御剣姓を名乗る。幼い頃から農耕で鍛えた肉体能力を活かした剣技によって、戦場で「鬼神」と呼ばれるほどの圧倒的な強さを見せ付け、宇喜多直家を撃退する戦功を立てた。しかし、自分の力を強者にぶつけたいという単純な考えしかなかった彼は、1577年浦上家を去り、傭兵として諸国を巡り暴れ回るようになった。ところが、「種子島」と呼ばれる火縄銃の伝来が、彼の生活を脅かしかねない壁として立ち塞がることとなる。浦上家を去る2年前、1575年に織田・徳川連合軍が長篠の戦いでこれを使い、最強と呼ばれた武田騎馬軍団を全滅させた事実からも、刀一つで生きてきた彼には大きな脅威として映ることとなった。あるとき、南蛮より伝わってきた噂から、伝説の剣「ソウルエッジ」の存在を知り、この剣ならば鉄砲に勝てるかもしれないと思った彼は、海を渡り南蛮へ向かうため、瀬戸内の海賊衆・村上水軍の元を訪れ、自分を雇うことを交換条件に船を出してもらうこととなり、ソウルエッジを探す旅へと出る。
ソウルキャリバー
「ソウルエッジ」を見つけられずに一旦帰国し、焦りと苛立ちから業を煮やして鉄砲相手の御前試合に挑むものの、右肩を撃ち抜かれて痛恨の敗北を喫する。初めて決定的な敗北を味わった彼は、以前にも増して“打倒種子島”に燃えながら、新たな剣術を会得し腕を磨いていた。そんな折、海の向こうのヨーロッパで「ナイトメア」と呼ばれる騎士がソウルエッジを手に暴れているという噂を聞き、無敵の剣を持つその騎士「内藤」を倒し剣を奪うため、彼は再び海を渡ることとなる。
ソウルキャリバーII
「ソウルエッジ」を追い求めて異国の地で傭兵として多くの戦に参加する中、「ナイトメア」および「ソウルエッジ」の行方が途絶えたことを知るが、あきらめきれずに探し続けていた。そして4年後、明帝国の辺境の城で死に瀕した男から「ソウルエッジの欠片」と呼ばれる一つの金属片を託され、これを手がかりに新たな戦へと望むこととなる。
ソウルキャリバーIII
鉄砲「種子島」をも超える力を身につけたことで、伝説の剣「ソウルエッジ」への興味も薄れ、目標を見失った御剣は深い虚無感を覚えていた。あるとき、日本から送り込まれたものと思われる謎の刺客達を返り討ちにした彼は、刺客達の狙いが自分の持つ「ソウルエッジの欠片」であることを知り、祖国で何が起きているのかを知るべく帰国する。身を寄せていた海賊衆・村上水軍の戦に加勢し、村上軍を勝利に導くも、強敵を欲する彼の心は満たされなかった。その後、村上軍の大将から、西方の地で蒼い鎧の武者がいることを耳にした彼は、その者が以前に見失ったソウルエッジの持ち主「内藤（ナイトメア）」であることを確信し、死闘を求めて再び海を渡ることとなる。
ソウルキャリバー レジェンズ
伝説の剣「ソウルエッジ」を求めて世界中を回るも、収穫がないまま剣の消息を見失ってしまった御剣は一旦帰国したが、未だに鉄砲「種子島」に勝る武器を見つけられずにいた。苛立ちのあまり御前試合で種子島に挑むも、右肩を撃ち抜かれて敗北してしまう。種子島に勝つための道を探るため、彼は再び旅に出る。
ソウルキャリバーIV
自分の心を満たしうる強敵を求めて旅を続けていたあるとき、以前から持ち歩いていた「ソウルエッジの欠片」に異変が生じる。人ならざる異形の者達と、その盟主たる蒼騎士が、神聖ローマ帝国・オストラインスブルクに集っていることを知り、これこそ自分が追い求めてきた真の強敵に違いないと確信した御剣は、喜びに打ち震える。
ソウルキャリバーV
御剣は死闘を求めて訪れたオストラインスブルクにそびえ立つ異界の塔にて、英雄王アルゴルと対決する。しかし戦いの最中、突然異世界が収束していくのに伴って、アルゴルも塔と共にいずこかへと消え去り、決着がつくことはなかった。その後、天下分け目の戦である関ヶ原の戦いの噂を聞きつけて帰国するも、彼が到着した頃には既に戦は治まっていた。国が太平の時代を迎えたことで自分の剣技を活かせる仕事場もなくなり、異国へ渡るための路銀も尽きていた彼は、昔のように農作業で食い扶持を稼ぎながら生活するようになった。そんなある日、異国から帰った剣士の話から、アルゴルが手にしていたものと同じ名の剣「ソウルキャリバー」のことを知り、収穫した米を売り払って、アルゴルと17年前の決着をつけるため、久々に大陸へと旅立つ。

#### 人物
豪快にして大雑把、自由奔放にして天衣無縫な性格。あまり細かいことを気にしない一方、強さを追い求める意志は人一倍強く、様々な剣術の技を見様見真似で会得し、種子島に対抗するために居合などを自らの流派に取り入れて改良を重ねるなど、剣の道を究めるためには決して努力を惜しむことがない。戦いに対する姿勢は非常に厳しく、敵に対して一切容赦がない。いかなる相手に対しても死力を尽くすことこそが礼儀であると信じている。己の目的のためにいつも自分の邪魔をしてくるタキのことを、厄介者として手を焼いている。また、ナイトメアを「内藤」、アスタロスを「明日太郎」、イスカを「飯塚」と無理矢理和名で呼んでいる。（エッジ）では「是藤」という刀を使用していたが、種子島に対する戦術を模索する中で、居合を始めとする新たな剣術を知り、それらを自力で会得していく激しい修行の最中、今までの刀に物足りなさを感じたために、新たな戦い方に適した刀を求め、（1）ではより刀身が長く刀幅が広い「獅子王」に変えた（なお、（4）の公式サイトでは「獅子王」という刀は現存するものの、御剣が使用したそれとは別物である模様だと公表されている）。後にある戦いで獅子王を失ってからは、「本当の強さは武器ではなく自分自身が持つもの」だと悟り、他人の真似の限界を超えるため、本物の剣術とは何なのかを見つめ直すようになっていたあるとき、故郷で見つけた「一文字」の名を冠しながら似ても似つかない無骨な刀にかつての自分を重ね、（5）ではこれを「無一文字」と名付けて新たな愛刀とするようになった。

### 成美那
成美那（ソン・ミナ、성미나[Seung Mina（エッジ）（1）（2CS）, Seong Mi-na（3）（4）（BD）]）
- 登場作品: （エッジ）（1）（2CS）（3）（4）（BD）（6）
- 声: 椎名へきる（エッジAC）、宮村優子（エッジPS）、桑島法子（1）（2CS）（3）、小林沙苗（4）（BD）赤﨑千夏（6）

#### 設定
剣術道場師範の一人娘。父・成漢明。母、弟共に病死。兄弟子・ファン。迫り来る祖国への脅威のため、そして自分が一人前であると認めさせるために救国の剣を求める。武器は斬馬刀（薙刀に近い形状）。
ソウルエッジが邪剣であると同時に、ソウルキャリバーこそソウルエッジを砕く聖剣であるとエッジマスターから知らされる。

#### 人物
明朗快活なおてんば娘。
幼いころから武芸の心得を持っており、その頃から成家伝来の斬馬刀「紅雷」を自在に操ることができるほどの腕力を持っていた。しかし童顔で華奢な外見から、近所の男たちからは「小娘（または子供）」扱いされてからかわれやすい。本人はそう呼ばれることを著しく嫌っているため、自分をそう呼ぶ者たちを叩きのめして家に帰ることもほぼ日常茶飯事。父とも対立しやすく、お家騒動や家出も絶えない。ファンに対しては強い憧れを抱いており、兄のように慕っている一方で、いつかは追いついてみせようと思っている。そしてユンスンを露骨に弟扱いをしているが、ユンスンから皮肉をいわれることも多い。

### 多喜
多喜（タキ [Taki]）
- 登場作品: （エッジ）（1）（2）（3）（L）（4）（BD） (6)
- シリーズ外では『NAMCO x CAPCOM』に登場。
- 声: 瀧本富士子（エッジ）（1）（2）（3）、小島幸子（L）（4）（BD）、森なな子（6）

#### 設定
両親・兄弟を病で失い孤児となるが、忍者に育てられ、悪霊退治を生業とするくノ一となった女性。使用武器は設定上は「忍者刀」とされているが形状は短刀に近い。任務に忠実な人物ではあるが、その本質は非好戦的で無用な戦いは好まないタイプ。「封魔完了！」が決まり文句。両親、兄弟いずれも病死。
（エッジ）では武器や防具を自作する趣味が高じて、愛刀「裂鬼丸」の強化を目論んでソウルエッジを探していたが、後にその邪悪な力と危険性を実感し、手に入れるためでなく封印するためにソウルエッジの行方を追うようになる。そのため、ソウルエッジの力を渇望する御剣とは犬猿の仲である。また、ソウルエッジと共鳴する謎の霊刀・滅鬼丸を巡り、（1）ではソウルエッジの力に魅入られたかつての恩師トキと敵対し、その過程で抜け忍となった。
(2)では、かつての仲間達から追われつつも、ソウルエッジの追跡をつづけていた矢先、ナイトメアを倒されてしまう。その後、ふとしたことからソウルエッジのかけらを見つけたことがきっかけで帰国する。
（レジェンズ）ではセルバンテスを倒してソウルエッジの破片を手に入れたのち、 瀕死の重傷を負ったソフィーティアをギリシアに送り届けた後、帰国する。ソウルエッジの破片を狙うトキからゲキとマキを刺客として送り込まれたことに気づかなかった。タキは愛剣「滅鬼丸」にソウルエッジの破片を埋め込もうと試みるが、力を使い果たしてしまったところをゲキとマキに「滅鬼丸」と ソウルエッジの破片を奪われてしまう。その場はなんとか逃げ切ったものの、再三にわたりトキの刺客に狙われたタキは大陸へと逃れていく。その流れでイスカと出会い、神聖ローマ帝国皇帝（仮面の皇帝）と面会し、全面的な支援をうける。
（4）では、絶境の大聖堂にて、ソウルキャリバーとソウルエッジが起こした破壊の嵐を体験し、この二つを相対させるべきではないという考えから別々に破壊しようと行動を起こす。

### 李龍
李龍（リ・ロン [Li Long]）
- 登場作品: （エッジ）（3）
- 声: 山野井仁（エッジ）、高塚正也（3）

#### 設定
皇帝からの依頼で西洋で噂になっているソウルエッジ捜索の任務と、倭寇抹殺のため日本へ渡った暗殺者。任務の最中に負傷したが、菜飯屋を営む「八兵衛」の娘「千恵」に救われ、やがて彼女と恋に落ちた。とある日に彼が村へ出かけているとき、何者かによって菜飯屋が襲われ、八兵衛と千恵が凶刃によって倒れる。それを見た李龍は、八兵衛から放浪の剣士に襲われたと聞き、ソウルエッジを追っている剣士を犯人と見なして仇を討とうと決心し旅立つこととなる。しかし李龍は千恵は死んだと思い込んでいるが、彼女は辛うじて生きており、お腹に自分の子供を身篭っていることを知らない。

#### 人物
大切な人を傷つけられて怒りに心を支配されているが、決して乱暴な性格ではなく、弱き者に対しては優しさを兼ね備えている。戦いそのものはあまり好まないようだが、任務であると割り切っている模様。両親は死別。

### ヴォルド
ヴォルド [Voldo]
- 登場作品: （エッジ）（1）（2）（3）（4）（BD）（5）（6）

#### 設定
かつて「死の商人」と呼ばれたベルチーの腹心であり、主亡き後も忠誠を誓っており、亡き主の宝物殿（通称・マネーピット）を守る番人。あるとき宝物殿に侵入した女戦士を追い払った際、突然聞こえてきた主の声に従い女戦士を追った結果一握りの妖刀を持ち帰ることに成功するも、その後主の声が返ってくることはなかった。それから4年後、とある侵入者の持ち物から、以前持ち帰った妖刀と同じ気を放つ数個の金属片を発見する。ソウルエッジを手に入れ、主の元に持ち帰るために外海に出る。
身体が非常に柔らかいという設定であり、ゲームシステムにおいては正面だけでなく後ろを向いた状態でも攻撃を繰り出せるトリッキーなキャラクターとして位置づけられている。

#### 人物
火災による負傷が原因で全身包帯だらけのような格好をしている。視力もなければ喋ることもできないが、その代わり嗅覚がかなり発達しており、その常人離れした鼻の感覚とベルチーに対する忠誠心を元に行動する。台詞が一切なく、「シュー、シュー」といった擬音を発する。

#### ヴォルドの武器について
ヴォルドの使用する武器カタールは「カタール」と「ジャマダハル」名称で混乱が起きているため、本シリーズでは（エッジ）時点で「ジャマダハル」名称について触れつつも（2）までは「カタール」とされ（3）から「カタール（ジャマダハル）」とされた。現実には両者は地方により呼称が異なるだけでどちらが正しい、誤っているといった区別は存在しない。

### ソフィーティア・アレクサンドル
ソフィーティア・アレクサンドル [Sophitia Alexandra]、Σοφιτια  Αλεξανδρα
- 登場作品: （エッジ）（1）（2CS）（3）（L）（4）（BD）(6)
- 声: 根谷美智子（エッジ）（1）（2CS）（3）、中村千絵（L）（4）（BD）(6)

#### 設定
オリンポスの鍛冶神ヘパイストスの神託を受けた少女で、邪剣ソウルエッジを破壊した聖戦士。ソウルシリーズで初めてソウルエッジを破壊した。（1）で結婚するロティオンが鍛えた武器・防具を装備して立ち向かう。（エッジ）では、彼女がセルバンテスの所持していたソウルエッジの一振り（♀の方）を破壊するも、その時に飛び散った破片をまともに喰らい重傷を負う。タキの治療により一命は取り留めたが体内に入り込んだのが原因で、彼女の子供のピュラ、パトロクロスはソウルエッジの邪気に汚染された。（4）では長女であるピュラの汚染が深刻であり、オスラインブルクを含む瘴気の中でしか生きられない身体になっていた。ティラにより誘拐されたピュラを救出しに向かうが、目の前にある邪剣を消滅させる事は娘の死を意味することを理解する。今まで聖戦士として、また母親として戦ってきたが、娘の為に止む無く邪剣を守護する側に回る。

#### 人物
争いを好まず人を傷つけることを快く思わない、清楚で心優しい性格。（エッジ）では実家はパン屋で彼女もそのパン屋の看板娘として生活を営んでいた。（1）のエンディングでロティオンと結婚してからは彼との新居に移り住み、夫の鍛冶仕事を手伝っているようである。168cmと女性にしては長身の部類であり均整のとれた体格をしていて、実家でパン屋の手伝いをしていた事もあり見かけによらず中々の腕力を持っているが、彼女自身の戦闘経験はほぼゼロだった。非力な娘だったソフィーティアが邪剣ソウルエッジを破壊出来たのは鍛冶神ヘパイトスより授かった武具に宿りし神の加護、そして知恵と武勇の神アテナや戦の神アレスが助力してくれたおかげである。（2）以降で子供を産んでからのソフィーティアは鍛冶神ヘパイトスの声を聞くことは出来なくなっているが、夫で鍛冶師であるロティオンの優れた鍛冶技術と献身的なサポートもあって（エッジ）の頃とは別の力を身に付けている

### ジークフリート・シュタウフェン
ジークフリート・シュタウフェン [Siegfried Schtauffen]
- 登場作品: （エッジ）（1）（3）（L）（4）（BD）（5） (6)
- 声: 檜山修之

（1）（2）において設定上はナイトメアと同一人物であるが、（1）ではゲーム上では独立したキャラクターとして使用することができる。（2）では独立したプレイヤーキャラクターとしては登場しないが、ナイトメアの衣装変えでジークフリートの姿が見られる。（3）以降は設定上でも分離しており、ゲーム上でもナイトメアと技の差別化が図られている。

#### 設定
帝国騎士であった父と情婦であった母を持つ。父であるフレデリックを敬愛していたが、父は任務で遠方へ赴き、戦乱で荒れていた国内でそれどころではなかった母からは満足な愛情を受けられず、次第にすさんでしまう。その後盗賊団『シュヴァルツヴィント』を結成するが、父を殺してしまう。殺された父の仇を討つためにソウルエッジを追い求めるが、それは父を殺したのが自分自身であることからの現実逃避であった。この弱みを突かれて邪剣「ソウルエッジ」に取り憑かれたことで、ナイトメアとして殺戮を繰り返すこととなる。取り憑かれた瞬間に全世界に放たれた邪気が「イヴィルスパーム」と呼ばれる怪奇現象を起こし、人々を苦しめることにもなった。（3）において霊剣を用いて邪剣を封じ、元の姿を取り戻す。その後、過去に犯した過ちを償うべく、ソウルエッジの破壊を決意する。（3）では彼を中心としてストーリーが進行しており、（4）においてソウルキャリバーの正当な所有者となった。

#### 人物
左利き。（エッジ）では野心とプライドが高く、父親を殺してしまった絶望から狂気を宿し、問題行動が多かった。（1）以降は自分が父親を殺し、殺戮者ナイトメアとなっていたことと、ソウルエッジの破壊の自負に苦悩する青年として描かれている。ただしナイトメア曰く「存在そのものが罪」であることから、自分の宿命から逃れることはできなくなっているが、ジークフリート自身はそのことを必然的に受け入れている。
両親、兄弟4人、いずれも戦災により死亡（1）。

#### モチーフ
企画当初に想定された人物のモチーフはアメリカの映画俳優リヴァー・フェニックスで、武器のモチーフは三浦建太郎の漫画『ベルセルク』に登場する大剣「ドラゴンころし」である。ツヴァイハンダー（ドイツ語で「両手持ちの剣」の意味）は実在する剣のカテゴリだが、モチーフとなった漫画の剣は史実上のものよりも、はるかに大振りで重い。

### ロック
ロック [Rock]
- 登場作品: （エッジ）（1）（3）（4）（BD）
- 声: 長嶝高士（エッジ）（1）、稲葉実（3）、大川透（4）（BD）

#### 設定
アダムス家に生まれたイギリス人（イングランド王国）だが、幼い頃海賊の襲撃により乗っていた船を沈められ、見知らぬ島（新大陸）に流れ着き、そのままその地で育った男。幼くして孤児となり、新大陸を放浪する中で野生で生きる術を身に付け、ソウルエッジを手がかりに失われた自分の過去と記憶を探し出す。海外版のフルネームはNathaniel William Adams（ナサニエル・ウィリアム・アダムス）。

#### 人物
正々堂々と闘う誇り高き戦士であり、闘う相手への敬意も忘れない。両親の消息は不明。インディアンの孤児・バングーを育てている（1）。養子の息子バングーを大切に思っており、自分の親を探すことよりもバングーを守ることを優先するなど、その愛情は深い。なお、（1）のときに邪教集団にさらわれたバングーを救い出した際に、それまで使っていた武器が壊れたため、（3）からは武器が変更されている。

### 黄星京
黄星京（ファン・ソンギョン、황성경 [Hwang Sungkyung（エッジ）（1）, Hwang Seong-gyeong（3）（6）]）
- 登場作品: （エッジ）（1）（3）
- 声: 森川智之（エッジAC）、高木渉（エッジPS）（1）、今村直樹（3）、木村昴（6）

元々は韓国版ソウルエッジの御剣の代替キャラクターであったが、（エッジAC）Ver.2および（エッジPS）では通常使用キャラクターとして追加された。

#### 設定
成美那の父の剣術道場の愛弟子。両親とは死別。恩師・成漢明。李氏朝鮮が誇る剣客で、その実力は凄まじい。真面目な性格で強くなるための努力はもちろん、力についても純粋に考える思慮深さを持つ。美那に対しては対等の立場で接しており、気にかけてもいる。

### セルバンテス・デ・レオン
セルバンテス・デ・レオン [Cervantes de Leon]
- 登場作品: （エッジ）（1DC）（2）（3）（L）（4）（BD）（5）（6）
- 声: 長嶝高士（エッジ）（1）（2）（3）、浦山迅（L）（4）（BD）（5）白熊寛嗣（6）

元々はボスキャラクターであったが、（エッジAC）Ver.2および（エッジPS）では通常使用キャラクターとして追加された。なお、（エッジ）においてのみ、プレイヤーが使用時とCPU使用時の性能が若干異なる。

#### 設定
かつて世界の海を荒らし回り、あらゆる船舶を恐怖に陥れた大海賊。父親はスペインの私掠船船長であり、また無用な略奪や横暴はしない誇り高き人物であったが、自国スペインの商船に偽装した別国の私掠船に後ろから攻撃され命を落とした。そのため、父とは反対にどこにも属さず、また一切の容赦をしない海賊として彼は生きてきた。ベルチーの依頼でソウルエッジを見つけた際、ソウルエッジの虜となってしまう。その後、ソフィーティアとタキに敗れて一度は命を落としたが、邪剣の力によって復活する。
父は戦争で死去 母も既に他界 彼がソウルエッジを握った際に部下達を全員殺害したが覚えていない（2）（3）（L）（4）（BD）。副官・アントニオ、部下・恐怖によって統率されている海の男ども 娘・アイヴィー（5）。

#### 人物
（エッジ）のグッドエンディングを見てもわかるように、操られていて自分が起こした惨状の始末を自害でつけるなど、本来は責任感が強い人柄だが、次第に狂気をまとうようになってしまい、実の娘を襲うことを躊躇しないほどの冷酷非道な人物になってしまった。復活してからはソウルエッジの完全復活を求めて行動を起こすようになる。しかし生への執着が強くなっており、それがアイヴィーへの襲撃の糸口となった。（5）ではソウルエッジの支配から逃れ性格が一変している。
ソウルエッジに支配されていた時は一人称は「我」だが、支配が解かれた（5）では「俺」。また（エッジ）のグッドエンディングで支配が解かれた時は「私」で、支配される前の話が語られている「エッジマスターモード」のBOOKでは「俺」。

### インフェルノ
インフェルノ [Inferno]
- 登場作品: （エッジ）（1）（2）（3AC）（6）

多くの作品で最終ボスとして君臨してきた歴戦のボスキャラクター。（エッジ）においてのみ、“ソウルエッジ(SoulEdge)”の名で登場する。なお、同タイトルでは特定の条件を満たすことでプレイヤーが使用することも可能。

#### 設定
邪剣ソウルエッジの意思が具現化した存在であり、炎に包まれた姿をしている。（1）では霊剣ソウルキャリバーを手にしたシャンファにより滅ぼされたが、（2）では邪気の影響で変質したソウルキャリバーに取り憑くことで復活を遂げた。

### 成漢明
成漢明（ソン・ハンミョン、성한명 [Seung Hanmyong（エッジ）、 Seong Han-myeong（6）]）
- 登場作品:（エッジ）（6）
- 声: 長嶝高士（エッジ）

#### 設定
成家式道場の師範でミナの父親。ファンとユンスンの師でもある。厳格な性格で忠義のある格闘家。娘のミナのおてんばぶりに手を焼いている。妻、息子共は死別。

## ソウルキャリバーから登場する人物

### キリク
キリク [Kilik]
- 登場作品: （1）（2）（3）（4）（BD）（5）（6）
- 声: 保志総一朗

#### 設定
臨勝寺の若き修行僧の一人であったが、イヴィルスパームが原因で三宝の一つ「滅法棍」を手にしていた自身が暴走し、自分にとって姉同然の存在であった香蓮（シャンレン）を含む門下生たちを皆殺しにしてしまう。彼の正気は末法鏡の力によって保たれるようになる。心の弱さを悔やみ、師匠・エッジマスターの元で修行を積み、イヴィルスパームの根源であるソウルエッジを「浄化」する旅に出る。やがて旅先でシャンファ、マキシと出会い3人で行動する。武器は滅法棍。胸にはシャンレンの形見である末法鏡を掲げている（（2）以降は、末法鏡の欠片を首飾りにしている。（3）の前にザサラメールに敗れて欠片を奪われてしまい、3か月の荒行を経て新しい欠片をエッジマスターから渡された。）なおシャンファがシャンレンの妹であることには気づいていない。
（5）ではソウルエッジ・ソウルキャリバーの力を封じ込めるため山奥に篭っており、師であるエッジマスター同様時の流れからも外れた仙人のような生活を送っている。

#### 人物
真面目かつ実情的な性格で、かつてまでの門下生たちからも慕われていたほど人望の厚かった青年である。反面、産まれて間もなく真行山臨勝寺に預けられ、修行の日々を送っていたゆえにやや求道的な面が目立ち、恋愛ごとには疎いため、長旅を経て好意を抱かれているシャンファからアプローチを受けても「練習相手にも困らない」と彼女の気持ちには気づいていない様子を見せている。

#### モチーフ
（1）の企画当初における人物のモチーフは、アメリカ映画『スター・ウォーズ』の主人公、ルーク・スカイウォーカーを意識したものであったという。棍の動きは、中国武術大会の優勝者・李天援(り・てんえん)のモーションをキャプチャーしている。

### 柴香華
柴香華（チャイ・シャンファ [Chai Xianghua]）
- 登場作品: （1）（2）（3）（4）（BD）(6)
- 声: 久川綾（1）（2）（3）、新谷良子（4）（BD）、洲崎綾（6）

明るくポジティブな少女。その前向きな姿勢から時折冗談めいた台詞の飛び交うこともある。口癖は「なんちゃって！」、座右の銘は「運命なんて自分で切り開くもの」。旅を供にするにつれ、キリクに想いを寄せるようになるが、当のキリク自体は全く気づいていなかった。
使用流派は“母より伝授された剣法”であるが、彼女の師である母が臨勝寺で修行をしていたことから、厳密には真行山臨勝寺剣法に母が改良を加えたものである。さらに、シャンレンとは姉妹関係にあたるが、共に存在を知らない。

### 真喜志
真喜志（マキシ [Maxi]）
- 登場作品: （1）（2）（3）（4）（BD）（5）（6）
- 声: 神奈延年（1）（2）（3）、津田健次郎（4）（BD）、喜山茂雄（5）（6）

#### 設定
琉球王国出身の海賊。両親は既に他界。家族同然だった同志たちがアスタロスに殺され、複数のためにアスタロスを追っている。その際、弟分の最後の願いによって、キリクやシャンファたちと共に旅をするようになる。（5）ではエッジマスターから邪気を制御する術を学び、キリクを救うべく、若き仲間に力を貸す。
キャッチコピーにあるとおりの優男で、義に厚い性格。そのため部下からも慕われていた。

### アーサー
アーサー [Arthur]
- 登場作品: （1WLD）（3PS2）（6）
- 声: 高塚正也（3PS2）

初代『ソウルキャリバー』の一部の海外版で御剣の代替キャラクターとして登場し、御剣と同じ流派を使用した。親兄弟は不明。内縁の妻と生まれたばかりの娘あり（1WLD）。
（3PS2）ではボーナスキャラクターとして登場し、独自の流派を使用する。
（6）では『MISSION:Libra of Soul』のサブイベントでCPUキャラとして登場し、プレイヤーキャラと戦う事になる。彼の素体や音声、装備パーツ等は、全てクリエイションモードで使用可能な物の中から構成されているので、プレイヤーがクリエイションモードで再現する事も可能。

### ナイトメア
ナイトメア [Nightmare]
- 登場作品: （1）（2）（3）（L）（4）（BD）（5）（6）
- 声: 檜山修之（1）（2）（6）、立木文彦（3）、廣田行生（4）（BD）、増谷康紀（5）

#### 設定
青い鎧の狂戦士。（1）の正体は、ジークフリートがソウルエッジに支配されたものである。後にジークフリートが正気を取り戻し解放されたため、抜け殻となった青い鎧が残ったが、ザサラメールの手によって復活した。シリーズを通して右腕が異形の形になっているほか、（3）以降はより禍々しい姿へと変貌した。（5）は新たなソウルエッジの宿主「デュマ伯」であり、鎧騎士の姿は（1）と（2）に近い。神聖ローマ皇帝ルドルフに取り入っている邪剣の眷属「イヴィル」を数多く従え、私兵とする（5）。

#### 人物
（2）まではジークフリートの意識もあったために、彼の内面が垣間見えることも多かった。しかし、（3）において完全に彼と分離すると、ソウルエッジそのものの精神がナイトメアとなっている。残忍な性格をしており、人は自らの渇きを満たすものとしてしか認識していない。なお、（エッジPS）のジークフリートのエンディングでは、ジークフリートがナイトメア化する様子が描かれているが、このときは鎧の色が赤となっている。
自らの意思に忠実に従うティラを従えている（3）。すべての生命は己を満たす糧でしかないと思っている（4）（BD）。

### アスタロス
アスタロス [Astaroth]
- 登場作品: （1）（2）（3）（L）（4）（BD）（5）（6）
- 声: 銀河万丈（1）、大友龍三郎（2）（3）（L）（4）（BD）（5）（6）

邪教集団フィグル・セステムスの大神官クンペトクーが「執行人」として「白い巨人（ロック）」のデータを元に造られた人造人間。クンペトクーの命を受けソウルエッジ捜索に赴く。ソウルエッジの持ち主であるナイトメアと出会い、ソフィーティアによって砕かれたソウルエッジの破片を集め、修復するためともに行動する。（5）では量産型の一体として登場する。
破壊衝動そのものと言ってよいほどの凶悪で残忍な怪物。縦切りを途中で横切りに変える技や、ボタンの溜め押しでガード不能技を使えるなど、変則的な技が多い。接近戦では己の肉体を利用したボディプレスのような技も多い。（1）（2）（3）ではまだ人に近い姿をしていたが、（4）においては完全に異形の姿となった。

### アイヴィー
アイヴィー [Ivy]
- 本名: イザベラ・バレンタイン [Isabella Valentine]
- 登場作品: （1）（2）（3）（L）（4）（BD）（5）(6)
- 声: 冬馬由美（1）（2）（3）、東條加那子（L）（4）（BD）、沢城みゆき（5）（6）

#### 略歴
イングランドの名門貴族バレンタイン家の出身として恵まれた生活を送っていたが、父親のバレンタイン伯爵が錬金術に手を伸ばし、「不死不老の鍵」であるソウルエッジを研究するあまり財産を浪費して狂気のすえに死んだ。また、母親から死の間際に実の家族でないことを明かされる。 アイヴィーにとっては「家」も「本当の親」もどうでもよかったが、父の意思を継いで錬金術を学び神秘の剣「ソウルエッジ」の足跡を追い求めた。
（1）では「ソウルエッジ」の正体が「魂を食らう邪剣」であることを知り、錬金術を活かして剣と鞭に変形できる蛇腹剣を作る。仕上げにナイトメアを召喚して剣に生命を吹き込んでもらい「アイヴィーブレード」として完成させた。その後、「ソウルエッジ」を破壊するたびの中で、ナイトメアに出会い、事の真相を知らずにナイトメアの率いる組織「シュヴァルツ・シュトローム(黒い嵐)」に加入、「デキスター・パーピュア（幸運の紫）」としてプロパガンダを始めとした様々な悪事に協力させられてしまう。
（2）では事の真相、ひいては彼女の実の父親セルバンテスがかつてソウルエッジを握り邪剣に操られた男だったことを知る。その後、帰郷した彼女はイヴィーブレードを何度も破壊しようとしたが、この剣と同じように自分にも邪剣の血が流れていることを知り破壊を止めた。数ヶ月にも渡る長考の末に彼女は邪剣破壊にかわる邪剣の完全なる根絶という新たな目的を得、目的を達成するという誓いの証として、アイヴィーブレードにバレンタインの名を冠し、ソウルエッジの根絶に向けた旅に出る。
（3）では、ソウルエッジの痕跡を消し去る旅の途上、愛剣バレンタインに生じた異変の原因を調べる為、生家のバレンタイン邸に帰って研究をしていたところ、ザサラメールが乗り込み、「霊剣」ソウルキャリバーについて記述された古文書を焼かれてしまう。
（レジェンズ）では、神聖ローマ帝国で同じ錬金術師を名乗るイスカと出会い、その流れで同じくソウルエッジを追っている神聖ローマ帝国皇帝、通称仮面の皇帝と会い、全面的な援助を約束される。
（4）では、ザサラメールに焼かれてしまった書から得た僅かな手掛かりから霊剣ソウルキャリバーの存在を知るが、邪剣の血を濃くアイヴィーには相反する存在である霊剣を扱うことは出来ない。霊剣を扱うための人工の魂を用意していた矢先、実父セルバンテスに工房を襲われ自身も魂の大半を食われてしまうが、延命措置として人工の魂を自らに使う。
（5）では、オストラインブルク城で因縁の相手である父セルバンテスを倒した際、空の裂け目の向こうに異世界を目撃する。その異世界に邪剣が消えたとされ復活まで息を潜めていることを推測した彼女は、異世界をアストラルカオスと命名し、破壊するため研究を始めた。

#### 人物
対戦前の台詞などでは高飛車な言動が目立つ。（4）ではプロローグで、セルバンテスによって魂の部分を喰われてしまい、研究していた人工の魂でかろうじて生きている状態だった。（5）では、17年前の（4）の最終決戦時にオストラインブルクでセルバンテスを倒した時、愛剣バレンタインが切り裂いたセルバンテスの体から溜め込んだ無数の魂を吸い上げ、その取り込んだ魂がアイヴィーの魂の器を満たしたことで延命に成功し年を取らなくなっている。そのため外見の年齢は17年前と変わらず若々しいままである。

#### モチーフ
刀身を分解して鞭のように扱うことができる剣は、テレビアニメ『機甲界ガリアン』の主役ロボットが用いていた武器がモチーフであり、ゲームの開発中に描かれた設定画においてこの武器は「ガリアンソード」や「ガリアン剣」と仮称されていた。アイヴィーの設定はこの武器ありきで作られ、（1）のキャラクターデザインはゲームにかかる処理を軽減するため、他のキャラクターよりも少ないポリゴン数で描くことを前提とした工夫が施されたが、担当プログラマはこの剣を実現困難な設定であるとして非常に嫌がったという。

### 吉光
吉光（よしみつ [Yoshimitsu]）
- 登場作品: （1）（2）（3）（4）（BD）（5） (6)
- 声: 檜山修之（1）（2）（3）、若本規夫（4）（BD）（5）（6）

#### 設定
『鉄拳』シリーズからの実質的なゲストキャラクターだが、設定上は別人で鉄拳本編よりも過去の時代の人物にあたる。設定上は吉光の名を冠した最初の人物であり、鉄拳シリーズ本編における吉光が用いた技を使用する。（5）では初代の後継者となった二代目吉光が登場する。

#### 人物
時の権力者の手によって皆殺しにされた忍びの一族の生き残り。復讐心にまみれたときもあったが、旅の途中に立ち寄った土地でソウルエッジの惨劇を見て思い悩んだ結果、義賊団「卍党（（4）以降の作品では“万字党”に改名されている）」を設立した。腹心・右近、左近、部下・義賊集団『万字党』の荒くれたちがいる（5）。かつて復讐に燃えていた頃、返り討ちに遭い右腕を失ったため、代わりにカラクリ仕掛けの義手をつけている。また、常に般若や鬼の面を着けており、素顔は見せない（（3）で口元は見えるが）。（5）では掟により初代を斬った後継者が二代目を襲名している。

#### 妖刀吉光について
吉光愛用の刀で、彼の一族の秘伝の技法で作られた刀。一族が皆殺しにされてしまったため、最後の一振りとなってしまった。義賊に目覚めた吉光は、己への戒めの意味も込めて自らの名をこの刀に冠した。吉光がソウルエッジを巡って旅をしているうちに、邪気にあてられいつしか「妖刀」となる。その邪気のせいで、ヴォルドにソウルエッジと間違われて一度盗まれてしまったが、吉光がマネーピットに潜入した際、奪還した。なお、同じ日本刀使いの御剣と違い、吉光は（少なくとも対戦中は）鞘を帯びていない。

### アイオーン・カルコス
アイオーン・カルコス [Aeon Calcos]
- 通称: リザードマン [Lizardman]
- 登場作品: （1）（2CS）（3）（4）（BD）（5）（6）

『ドルアーガの塔』に登場したリザードマンをモチーフに作られたキャラクター。しかし、制作期間の都合から左利きではない。（2CS）ではアイオーン以外の「その他大勢」のリザードマン達が特定のモードでのみ登場し、海外版ではプレイヤーキャラクターとして使用できる。

#### 設定
元々はヘパイストス神を信仰する敬虔な人間であったが、イヴィルスパームによって自我を失い、大神官クンペトクーによってトカゲの化け物に姿を変えられてしまった。自らが元の姿に戻れないことを知って絶望し、神への怒りのまま行動するようになった。その後は人としての記憶や感情は失われかけている。彼と同じように姿を変えられた者は多く、ゲームに登場するリザードマンが同一人物とは限らない。事実、（2CS）と（3）においては亜種とも呼べる存在（（3）では「リザードメン」と表記されている）が登場している。（6）ではCPU専用の敵キャラクターとしての登場のため流派としては使えないが、クリエイションモードでの種族との一つとして選ぶことが出来る。
仲間はたくさんいる（1）。一度に目撃された最大数は数十体だが、神殿の奥では日に日に増えているのかも知れない（2CS）。故郷に帰れば家族もいるはずだが、今となってはどうでもよい（3）。故郷の家族の記憶は、喰らった獲物たちの記憶と混ざり合い、もはや認識できない（5）

### エッジマスター
エッジマスター [Edge Master]
- 登場作品: （1）（5）（6）
- 声: 郷里大輔（1）、石井康嗣（5）

アスペクト（現エンターブレイン）刊の（エッジPS）攻略本にて、韮沢靖がデザインしたオリジナルキャラクターが元になっている。

#### 設定
真行山臨勝寺の武術顧問であり、寺に伝わる三宝の歴代の伝承者に奥伝を教えてきた。三宝の一つ滅法棍の伝承者であるキリクの師匠でもあり、奥伝と共に邪気をコントロールする術を彼に教えた。
本人が語らないため素性は不明である。邪気の扱いに長け、自らをイヴィル化することも解除することもできる。彼自身も邪気を帯びている。また、（5）ではアルゴルとの戦闘前・戦闘後に専用のセリフがあるが、アルゴルとの関係はゲーム中で語られてはいない。
3年間キリクと共に暮らしている（1）。弟子・キリク。客分・マキシ。時折、かつて縁のあった者たちが、彼の石窟を訪れる（5）。

## ソウルキャリバーIIから登場する人物

### ラファエル・ソレル
ラファエル・ソレル [Raphael Sorel]
- 登場作品: （2）（3）（4）（BD）（5）（6）
- 声: 増谷康紀

#### 設定
かつては貴族で当主でもあったが、イヴィルスパームをきっかけにソレル家を追われた身である。逃亡中に助けてくれた孤児の少女エイミを養子として迎えている。ラファエル以外に心を開かないエイミを見て、争いを繰り返す貴族のありかたに疑問を持ち、貴族達を破滅に追い込もうとソウルエッジを求めた。しかし、失敗して体がイヴィル化と呼ばれる状態になってしまい、さらに看病したエイミまでもイヴィル化してしまったため、今度は世界中の人々もイヴィル化する目的でソウルエッジを求める。そして（4）ではさらにより強力な力を持つと噂されるソウルキャリバーまでも求める。

#### 人物
愛を受けられずに育ったため、冷徹で高慢な言動が目立つ。そんな彼にとって、初めて助けてくれたエイミは特別な存在であり、彼女のことを溺愛している。医学の知識があるなど教養があり処世術に長けるが、ソウルエッジを邪剣と知りつつ利用しようとするなど、目的のために手段を選ばない強硬な姿勢も持つ。貴族社会と距離を取ったことやエイミとの出会いによって、世間の歪みに気づき、これを（エイミが自立できる世界に）変えたいという気持ちが彼の行動の根底にある。なお、左利きであるため、左手で武器を持つ。
一族とは縁を切ったも同然（2）（3）（6）。

### タリム
タリム [Talim]
- 登場作品: （2）（3）（4）（BD）(6)
- 声: 田村ゆかり

#### 設定
東南アジアの風を信仰する霊媒師の家系に生まれ、「最後の巫女」として育てられた少女。風を読む能力を持ち、イヴィルスパームの際にソウルエッジの危険性を感じ、ソウルエッジを浄化する旅に出る。
心優しく真面目で思慮深い性格。旅の途中で知り合ったユンスンに何度もソウルエッジの危険性を説いているが、全く相手にされていないことに不満を感じている。旅をともにしてきたユンスンのことをよく理解しており、同時に気にかけてもいる。

### カサンドラ・アレクサンドル
カサンドラ・アレクサンドル（Cassandra Alexandra、Κασσάνδρα Αλεξανδρα）
- 登場作品: （2）（3）（4）（BD）（6）
- 声: 高木礼子

#### 設定
（エッジ）（1）で登場したソフィーティアの実妹。ソフィーティアとは仲がよく、結婚して子供まで儲けた彼女が再びソウルエッジに苦しむのを見て、ソウルエッジの破壊を決意する。（エッジ）から設定上では登場するが、参戦したのは（2）から。（2）でソフィーティアがかつて使用していた武具を無断で持ち出して使用していたが、（3）のときに剣が折れてしまったため、一度故郷に戻って義兄から新しい剣を譲り受けた。（5）では本編開始の17年前に異空間・アストラルカオスに取り込まれ、消息不明となっている。
淑やかなソフィーティアとは対照的に明朗快活な性格で、少々小悪魔的な一面も持つ。ソフィーティアがかつてソウルエッジを破壊した際に負傷し、その手術を見守っていたことが、彼女の姉に対する気持ちを強くした。

### 洪潤星
洪潤星（ホン・ユンスン、홍윤성 [Hong Yunsung（2）, Hong Yun-seong（3）（4）（BD）]）
- 登場作品: （2）（3）（4）（BD）
- 声: 鳥海浩輔

#### 設定
ファンに憧れ彼のように祖国を救いたいと、成道場の門下生となった青年。父は病死 母は行方不明。恩師・成漢明。師匠の娘ミナから成家伝来の宝刀「白露」を授かり（実際はミナが勝手に持ち出したもの）彼もまた救国の剣捜索の旅に出る。捜索の途中東南アジアの島でタリムと出会い、同行した。
皮肉屋のような言動が目立つが、根はしっかりしていて目はまっすぐとした青年。姉弟子のミナには頭が上がらない。タリムのことは少し気にかけているようである。

#### 白露について
彼が修行した成家に伝わる中華刀。これの刀身を覗き込むと握った人物の心の奥底を映し出す。

### シャレード
シャレード [Charade]
- 登場作品: （2）（3PS2）

（2）でプレイヤーキャラクターとして使用でき、（3PS2）では特定のモードでのみCPU専用キャラクターとして登場する。

#### 設定
生前、ソウルエッジの欠片に強い執着を持っていた冒険家の男が盗賊に殺され、その亡骸をソウルエッジの欠片が吸収したことで生まれた。他の欠片を求めてさまよっており、出会った者に反応して流派を覚えてきた。
ソウルエッジの欠片は世界中に散っている。動き回っている固体としては現在のところ形態の異なる2体の目撃例が確認されているが、それらが同一固体ではないとする根拠は無い。

### ネクリッド
ネクリッド [Necrid]
- 登場作品: （2CS）

#### 設定
『スポーン』の原作者、トッド・マクファーレンがデザインしたオリジナルキャラクター。元々は人間の戦士であったが、過酷な旅の果てにソウルエッジに辿り着いた際、邪剣の毒に冒されて肉体、精神共に異形の姿となってしまう。闘争心の塊となった彼が唯一見つけた目的、それは自らの苦痛を和らげてくれるソウルエッジの欠片を集めることであった。
家族は既に死んで久しい。

### アサシン
アサシン [Assassin]
- 登場作品: （2CS）（L）

（2CS）では特定のモードでのみ登場し、（2CS）の海外版ではプレイヤーキャラクターとして使用できる。（L）では雑魚敵として登場する。なお、（3PS2）にも同名のキャラクターが存在するが、こちらは全くの別キャラクターである。

#### 設定
イヴィルスパームが起きた頃から暗躍するようになった暗殺者達。

### バーサーカー
バーサーカー [Berserker]
- 登場作品: （2CS）（L）

イヴィルスパームにより凶暴化した戦士達で、（2CS）では特定のモードでのみ登場し、（2CS）の海外版ではプレイヤーキャラクターとして使用できる。（L）では雑魚敵として登場する。なお、（3PS2）にも同名のキャラクターが存在するが、こちらは全くの別キャラクターである。
ソウルエッジの邪気によってイヴィル化したときから、家族という概念がなくなってしまっている。

## ソウルキャリバーIIIから登場する人物

### ザサラメール
ザサラメール [Zasalamel]
- 登場作品: （3）（4）（BD）(6)
- 声: 土田大

#### 設定
ソウルキャリバーを守り伝える一族に生まれたが掟を破ったため追放された。転生の術を習得したことで永遠の時間を手に入れたが、そのために無限の回数の死の苦痛を味わうことになった。達成して生きる目標を失うと、安らかな永遠の死を望むようになり、ソウルエッジとソウルキャリバーの力を自身に取り込むことを思いつき暗躍する。（4）のストーリーではその願いを成就するかにみえたが、ソウルエッジとソウルキャリバーの力のぶつかり合いに垣間見えた未来の光景に人類の可能性を感じ、再び生への執着を取り戻す。そしてその光景を自らの手で実現させるため、再び行動を開始する。
家族というものを失って久しい(3)(4)(BD)。他人との関わりを持つことがない(6)。

#### 人物
尊大だが冷静な人物である。もともと素質はあったが、転生によって長く生きてきたため、知識が豊富で魔術に長けており、壮大な考えを持つ。生い立ちから、ソウルキャリバーやソウルエッジについて詳しい。その一方、歯車や檻を落とす罠を仕掛けたり、ジークフリートの罪悪感を利用した策を取るなど姑息な一面を見せる。一族から追放される際に腕をつぶされ武術の習得が不可能になったため、転生して武術の習得が可能になった後も、学問や魔術に傾倒するようになった。

### ティラ
ティラ [Tira]
- 登場作品: （3）（4）（BD）（5）（6）
- 声: 浅野真澄

#### 設定
ヨーロッパを中心に暗躍する暗殺組織「渡り鳥」の元暗殺者。イヴィルスパームの際に組織から脱走し、様々な紆余曲折を経てナイトメアの忠実なしもべとして暗躍するようになる。ジークフリートに代わる、ソウルエッジの新たな宿主を探しており、特にソフィーティアの子供達に目を付けている。（5）ではピュラを新たなる依り代にするべく暗躍する。
天涯孤独の身だが、今は共に目的を遂行するウォッチャー達がいる（3）（4）（BD）

#### 人物
幼い頃から組織に教育され、人を殺し続けてきたために定期的に人を殺さないと落ち着かない。組織を脱走した後はその度合いがさらにひどくなり、精神が不安定になってきており、感情の起伏が激しい。普段は小悪魔的な態度でどちらかというと明るい口調だが、機嫌が悪くなったり、気に入らない相手と対峙すると極度に苛立ち嫌悪を露わにする。特にソン・ミナやカサンドラのような陽気な同性や、ジークフリートのように悲壮を背負った者はかなり嫌っている様子。また、主であるナイトメアに対しても、ジークフリートに執着する点に関してだけは、（焦燥や嫉妬も含めて）不満があるような態度を見せている（（5）では人間に媚びへつらう様子を見て幻滅した）。その一方で御剣やキリク、オルカダンに対してはソウルエッジに合いそうな強靭な肉体として目を付けている。（4）においては完全に人格が分裂している。

### 雪華
雪華（せつか [Setsuka]）
- 登場作品: （3）（4）（BD）（6）
- 声: 葛城七穂  （3）（4）（BD）、大地葉（6）

#### 設定
日本人の父とポルトガル人の母の間に生まれる（6）。現在は身寄りなし。剣の師・九重舟元は決闘で深手を負い、一年前に死亡（6）。育ての親であり想い人でもあった師の仇として、御剣を追う女性。日本人ではなく、異国の出身であるため、幼いころから迫害を受けていた。

### オルカダン
オルカダン [Olcadan]
- 登場作品: （3）
- 声: 宗矢樹頼

#### 設定
力試しのために神の遣いのふくろうを倒したことで神の怒りを買い、頭部がふくろうの姿になる呪いをかけられ、ある遺跡に閉じ込められた。遺跡は特殊な時の流れを持っており、イヴィルスパームの影響で遺跡に出口ができたときには、太古の時代から16世紀の時代に変わっていた。既に力を失っていた神々から、目標をソウルエッジに切り替えて腕を磨く。

#### 人物
権力に興味はなく、純粋に強さを追い求めている。特に武器を扱う技術に長け、彼が元々いた時代では広く知られた存在であった。神にも挑むなど度胸と自信があり、未来に飛ばされてもその時代の決まりには従い、新たな目標を見つけるなど前向きである。自分より強い者が皆無なため、武術を教えることに活動の比重を移してきている。現代の風習を学ぶうちに、少々お金に目がない守銭奴な性格になっており、ストーリーモード中のエンディングによっては、手に入れたソウルエッジをあっさり売り飛ばすという暴挙にも及んでいる。なお、衣装変えで素顔が見られる。

### アビス
アビス [Abyss]
- 登場作品: （3）
- 声: 土田大

#### 設定
ザサラメールが秘術を用いて、ソウルエッジとソウルキャリバーの力をその身に取り込んだことで生まれた姿。

### ナイトテラー
ナイトテラー [Night Terror]
- 登場作品: （3）

条件を満たした場合に登場するCPU専用の隠しボスであり、プレイヤーが使用することはできない。

#### 設定
ザサラメールが秘術を用いてソウルエッジを取り込もうとした際、ソウルエッジの力が強すぎたためにザサラメールの秘術をふりきり、ソウルキャリバーと同化して取り込んで現れた存在。そのため、ザサラメール自身であるとは言えない。

### レブナント
レブナント [Revenant]
- 登場作品: （3PS2）（4）

#### 設定
凄腕の暗殺者であり、かつてザサラメールを殺害したことがある。天涯孤独。老いで衰えたところで、転生して復活したザサラメールによって殺害され、彼に魔術で操られる存在となった。名前は「死から戻ってきた者」の意味。
（4）でも、ストーリーモードでザサラメールの配下として登場しており、こちらではセルバンテスのモーションで戦う。
死んだ状態であるため骨の姿となっており、ゲーム中では人形と間違われる。生前は、若い頃から暗殺で生計を立てていたため、自分にも他人にも依頼者にも厳しい態度を取ってきた。本名を誰にも教えないなど、他人を全く信用しておらず、特定の人物の配下に付くことも避けてきた。

### グリード
グリード [Greed]
- 登場作品: （3PS2）
- 声: 平井啓二

#### 設定
吉光率いる義賊集団「卍党」と対立し、世界中で暗躍している盗賊団の構成員の一人。通り名は「強欲」を意味する。マイザーとは手柄を競い合うライバル同士の関係。金品よりも殺戮を楽しむことを目的としている。
ストーリーモードでは女性キャラクター使用時に戦いを挑んでくることがあり、彼に敗北するとそれまでのステージで獲得したゴールドを全て奪われる。
（6）では彼本人は登場しないが『MISSION:Libra of Soul』のサブイベントでマイザーが登場する際、他の同行者からグリードも名前を呼ばれ、マイザー達と行動を共にしているとうかがえる描写がある。

### マイザー
マイザー [Miser]
- 登場作品: （3PS2）（6）
- 声: 牧島有希

#### 設定
吉光率いる義賊集団「卍党」と対立し、世界中で暗躍している盗賊団の構成員の一人。通り名は「守銭奴」を意味する。グリードとは手柄を競い合うライバル同士の関係。グリードと共にケフェウス堂の倉庫にある品を狙っている。
ストーリーモードでは男性キャラクター使用時に戦いを挑んでくることがあり、彼女に敗北するとそれまでのステージで獲得したゴールドを全て奪われる。
（6）では『MISSION:Libra of Soul』のサブイベントでCPUキャラとして登場し、プレイヤーキャラと戦う事になる。彼女の素体や音声、装備パーツ等は、全てクリエイションモードで使用可能な物の中から構成されているので、プレイヤーがクリエイションモードで再現する事も可能。

### ヴァレリア
ヴァレリア [Valeria]
- 登場作品: （3PS2）
- 声: 牧島有希

#### 設定
ケフェウスが経営する道具屋の店員。世界中を飛び交っている父親は姿を消してしまった。

### 花麗
花麗（ファリン [Hualin]）
- 登場作品: （3PS2）
- 声: 今野宏美

#### 設定
明の奥地でケフェウスが経営する武器屋の店員。刃物は彼女にとっては武器ではなく芸術品である。

### リネット
リネット [Lynette]
- 登場作品: （3PS2）
- 声: 立野香菜子

#### 設定
ケフェウスが経営する防具屋の店員。

### アベリア・シルフェルト
アベリア・シルフェルト [Abelia Schillfelt]
- 登場作品: （3PS2）
- 声: 牧島有希

「ロストクロニクルズ」の登場人物の一人。幼い頃から英才教育を受けたことと生まれ持った才能によって有力な士官となる。グランダール帝国軍士官学校に通っており、主人公と同期である。実力があるため人望もある一方、挫折をしたことがなく、柔軟な思考ができず独善的な思考にとらわれている。
母は幼い頃に他界。父も数年前に戦死した。

### ルナ
ルナ [Luna]
- 登場作品: （3PS2）
- 声: 今野宏美

「ロストクロニクルズ」の登場人物の一人。生まれてすぐ母親と引き離されダルキアの尖兵として育てられる。特殊部隊「クレスサーペンド」のリーダー。家族を知らず剣技だけを叩き込まれたため、感情の起伏が激しい。クレスサーペンドの4人が家族と思っている。自分より強いものを認めたがらない。

### ジラルド・アルゼザス
ジラルド・アルゼザス [Girardot Argezas]
- 登場作品: （3PS2）
- 声: 高塚正也

「ロストクロニクルズ」の登場人物の一人。グランダール軍所属の叩き上げ将軍。士官学校の教官を務める。かつては勝利のために手段を選ばなかったが、教官となってからは考えを改める。妻は数年前に病死。

### チェスター
チェスター [Chester]
- 登場作品: （3PS2）
- 声: 田中大文

「ロストクロニクルズ」の登場人物の一人。グランダール、ダルキア、ハルティースを翻弄する男。特に目的を持たず戦争を楽しむ、理知的で狡猾な人物。一族は全員生死不明だが、特に興味なし。

### デムース・ベル・ゼバス・ハルティース
デムース・ベル・ゼバス・ハルティース [Demuth Beel Zebus Halteese]
- 登場作品: （3PS2）
- 声: 平井啓二

「ロストクロニクルズ」の登場人物の一人。両親（前ハルティース王、王妃）は死去。他、兄が二人おり、ハルティース王国の第三王子であったが、チェスターにそそのかされてマレッタ王国を建国した。

### オーレリア・ジカルハ・ドルシェ・ダルキア
オーレリア・ジカルハ・ドルシェ・ダルキア [Aurelia Dichalha Dolce Dalkia]
- 登場作品: （3PS2）
- 声: 斉藤貴美子

「ロストクロニクルズ」の登場人物の一人。大陸の掌握を目論むダルキア公国公王。王族らしく誇り高いが、裏は非常に傲慢かつ強欲。前公王を夫に持つが、数年前に突然死している。

### ストライフ・アストラル・グランダール
ストライフ・アストラル・グランダール [Strife Astlar Grandall]
- 登場作品: （3PS2）
- 声: 今村直樹

「ロストクロニクルズ」の登場人物の一人。僅か10歳で帝位に就いたグランダール帝国皇帝で、裏切りと謀略の中で極度の人間不信に陥っている。父（前皇帝）は戦死。母はそれ以前に病死。血族はいたがほとんど処刑した。

### エイミ
エイミ [Amy]
- 登場作品: （3）（4）（BD）
- 声: 立野香菜子（3）、生天目仁美（4）（BD）（6）

孤児として貧民街で暮らしていたが、逃亡中のラファエルを助けたことをきっかけに彼の養子となる。本当の両親は不明。自分のために奔走するラファエルのために剣を取る。ラファエルは剣の師でもある。プレイヤーキャラクターとして使用できるのは（3）からだが、ラファエルのストーリーに名前だけ登場する他、（2）のオープニングムービーでも彼女らしき少女が登場している。（3）ではボーナスキャラクターだったためにストーリーがなかったが、（4）においてついにデフォルトキャラクターとして昇格した。
戦乱の中を生きてきたため、たくましい一方で、将来への希望を失い目標を持てずに流されるままにいる。警戒心が強く、心を閉ざしており、ラファエルに対しても最初に助けたのは気まぐれに過ぎなかった。しかし、ラファエルに対しては次第に心を開いていき、ラファエルの存在に安息を感じるようにまでなっている。彼女も愛を受けられずに育ったため、感情表現は下手で冷めた言動が多い。なお、養父のラファエルと同じく左利き。

## ソウルキャリバー レジェンズに登場する人物

### イスカ・ファルカス
イスカ・ファルカス [Iska Farkas]
- 登場作品: （L）

ハンガリー王国の首都ブダで姉と平和に過ごしていた矢先、バルバロスのハンガリー侵攻に際して出現したイヴィルによって姉イロナを失う。 イスカ・ファルカスと名を変え、放浪の旅に出る中で、人造人間（ホムンクルス）を造りだそうと研究を進める、パラケルススと名乗る錬金術師と出会う。パラケルススに弟子入りしたイスカは、錬金術の研究に明け暮れるが、1年後に道化として仮面の皇帝の元へ出入りしていた。

### 仮面の皇帝
- 登場作品: （L）

神聖ローマ帝国の皇帝で、戦上手で名高い一方、また頻繁に民衆の中に姿を現す気さくな皇帝としても知られていた。育ての両親とは死別。実の父親は不明、母親は既に死亡している。
度重なる戦乱に思い悩む中で、魔剣ソウルエッジと、その対極をなす霊剣ソウルキャリバーの伝説の研究にのめりこむ。数年後、オスマン帝国スルタンの座を簒奪したバルバロスに攻め込まれたのと前後して、鉄の仮面を着用するようになり、だんだんと臣下を寄せ付けぬようになっていった。その様子を、人々は有能な絶対権力者が陥りがちな孤独ゆえと考え、次第に皇帝の傍から離れていった。そんなおり、スペインのグラナダ近郊で、後にイヴィルスパームと呼ばれるようになる光の柱が出現し、探索隊を派遣し魔剣ソウルエッジと思しき剣を携えたジークフリートと出会う。

### バルバロス
バルバロス [Barbaros]
- 登場作品: （L）
- 声:

#### 設定
元々は物乞いの少年で家族は幼い頃に死別。商船の漕手としてオスマン帝国首都イスタンブールを始めて訪れた際、金角湾に面する丘の上に建つトプカピ宮殿に魅了される。その後、乗り込んでいた商船を抜け、盗賊団レオーネ・ドーロに加わり、第15代団長に就任した。 ある日、明国のとある軍人の邸宅から霊剣ソウルキャリバーを盗み出し、その力をふるって瞬く間にトプカピ宮殿を攻略する。オスマン帝国の帝位の簒奪を皮切りに、他の国も侵略する。

### ファフナー
ファフナー [Fax]
- 登場作品: （L）

#### 設定
あるところでは「ドラゴン」、またあるところでは「竜」、あるいは「ナーガ」と呼ばれる伝説上の怪物。元をたどれば、その起源は一匹の生物であるという。その生物に関してこんな逸話がある。
当時、その生物は「ファフナー」と呼ばれ、フィン族の住むはるか北方の地に生息していた。人を喰らい、田畑を荒らすファフナーに苦悩したフィン族は神オーディンに与えられた剣を持つという「ジグルズ」という戦士に討伐を依頼する。しかしジグルズの神剣グラムは、オーディン自らの手によって砕かれてしまっていた。彼はファフナーを倒すために、鍛冶屋であった友人のレギンに、砕かれてしまった愛剣を鍛えなおしてくれと依頼する。けれども、特殊な素材で作られたグラムを鍛えなおすことは、人であるレギンにはどうしてもできなかった。ある夜、絶望にくれレギンは悩んだ。親友であるジグルズが巨大な化物に立ち向かおうとしている。なのに自分はなにもできないのか？と。翌朝、ただそこには完璧に鍛えなおされたグラムのみが残されていた。ジグルズは鍛えなおされたその剣でファフナーを倒した。後に友の死を悼んだジグルズは、剣の名を友への鎮魂歌、「レクイエム」と改めた。そしてファフナーを屠ったその場所に、深くレクイエムを封印したという。

### アモン
アモン [Amon]
- 登場作品: （L）

エジプト古王国時代のファラオ・トゥトアンクアメンであり、アモンという名前は、後世の人々が伝統的な神であるアモン＝ラーの信仰を復活させた功績を讃えてつけたものである。
16世紀、魔剣ソウルエッジの破片がアモンの眠る大神殿の奥底へと収められたことがきっかけで目覚めた。一方、アモン本人の死に関する逸話として、王妃の死がきっかけで魔剣の研究に没頭するうちに衰弱死したというものが残っている。

### ゲキ・マキ
ゲキ・マキ [Geki・Maki]
- 登場作品: （L）

トキが封魔一族の3つの組織「冶部(いのべ)」「封部(ふうじべ)」「裏部(うらべ)」に加えて組織した、己の直轄集団「尉部(やすのべ)」の代表者で、彼の腹心でもある。大男であるゲキは雷遁の術の使い手である。一方、くノ一・マキは風遁の術の使い手である。両親とは死別。
トキの命令でタキからソウルエッジの破片を狙っていた。滅鬼丸にソウルエッジの破片を打ち込んで疲弊しきっていたタキから、ソウルエッジの破片を滅鬼丸ごと奪うことに成功する。しかし、ゲキとマキはソウルエッジの破片の力に支配され、異形の怪物「守護者」へと変貌する。その際、各人の忍法も本来より強力なものとなっている。2人に率いられていた忍者たちも同様にイヴィル化し、圧倒的な力で大名たちの領地を侵略していった。

## ソウルキャリバーIVから登場する人物

### ヒルダ
ヒルダ [Hilde]
- 本名: ヒルデガルド・フォン・クローネ [Hildegard von Krone]
- 登場作品: （4）（BD）（5）（6）
- 声: 甲斐田裕子

ヨーロッパの小国「ヴォルフクローネ王国」の王女で、王女に相応しい高貴な振る舞いと勇敢さを兼ね備えている。イヴィル化して幽閉されている父でもある国王に代わって軍を指揮を執っている。イヴィル化から解放する鍵がソウルキャリバーであると知り、その持ち主であるジークフリートとの接触を試みようとしている。
その後の物語となる（5）ではジークフリート率いる傭兵団『シュヴァルツヴィント』に同行しており、ソウルキャリバーの次なる所有者を求めている。国を失った今も付き従う家臣達、そして未来の希望である二人の子供がいる。
王国の滅亡を招いたナイトメア、及びイヴィルに対しては憎しみの念を抱いている。
（6）では父・ゲオルク、母ディートリンデと兄アルフレートは病死している。

### アルゴル
アルゴル [Algol]
- 登場作品: （4）（BD）（5）
- 声: 中田譲治

古の時代、強靭な精神力でソウルエッジを制御し、その力で乱世を平定した英雄王にして、ソウルキャリバーを作り出した張本人でもある。永き眠りから醒め、二振りの剣を掌中に収めるべく16世紀の時代に降臨する。
プライドが高く、絶対的な力を信奉し己の欲するものは必ず手に入れるのが信条。しかし冷酷な暴君というわけではなく、野望のために犠牲となった者のことも決して忘れない器量の大きさも併せ持っており、王としての風格と威厳を兼ね備えている。
息子のアルクトゥルスは自ら殺害した。また、人なりしころ、エッジマスターとは浅からぬ因縁があった。（5）

### シェラザード
シェラザード [Scheherazade]
- 登場作品: （4）
- 声: 黒河奈美
- デザイン: 出渕裕

森の奥に住む非常に長寿な一族の出身であり、語り部として外界に出るが、そこで「禁忌の恋」を経験する。故郷には頭の固い老人達がおり、罰として長い間を樹の牢獄で過ごした後、恋物語の結末を見届けるため、再び旅立つ。
イラストでは大人っぽいイメージが漂うが、実際は若干子供っぽく高飛車である。

### アンゴル・フィア
アンゴル・フィア [Angol Fear]
- 登場作品: （4）
- 声: 本田貴子
- デザイン: 吉崎観音

キャラクターデザインを担当した吉崎の代表作である『ケロロ軍曹』の登場人物・アンゴル＝モアのいとこにあたる。同作品17巻限定版の裏表紙および19巻では本編にも登場している。
大宇宙意思の下制裁を執行する断罪の司。霊剣と邪剣が永遠に戦い続ける地球を、500年後に滅ぼすのに相応しい場所か確かめるために降り立つ。

### 修羅
しゅら [Shura]
- 登場作品: （4）
- 声:  本田貴子
- デザイン: 奥浩哉

人斬りが昂じ、物の怪まで斬るに至った女剣士。ある日、自らの斬った鬼の怨霊に「憑かれて」しまうが、怨霊は黄泉返る為に強い躯を求め、修羅自身は斬り甲斐のある相手を求めて共にさすらうようになる。人斬りを生業としているだけあり、性格は残忍かつ好戦的。また、「修羅」という名前は自身の凄絶な生き方に因んでつけられた異名であり、本名は不明。

### アシュロット・メーデル
アシュロット・メーデル [Ashlotte Maedel]
- 登場作品: （4）
- 声: 生天目仁美
- デザイン: 大暮維人

邪教集団「フィグル・セステムス」残党の神官2人によって、裏切り者のアスタロスを抹殺すべく生み出された、処刑執行人形。

### 神斬蝕
神斬蝕（かみきりむし [Kamikirimusi]）
- 登場作品: （4）
- 声: 黒河奈美
- デザイン: 久行宏和

平安時代陰陽師に封印された鬼族の少女。600年ぶりに解放された際、西方に感じる魔の力を頼りに仲間を捜し求める。
かつてともに暴れた物の怪たちは既に浄化されているため天涯孤独。

## ソウルキャリバー ブロークンデスティニーに登場する人物

### ロード・ジオ・ダンピエール
ロード・ジオ・ダンピエール [Lord Geo Dampierre]
- 登場作品: （BD）（5）
- 声: 千葉繁

ヨーロッパを股にかける謎の詐欺師。ナイトメア事件のどさくさにまぎれて大儲けしようと目論み、ヒルダに接近する。配下にルドヴィーコ、アルファード、ジゼルがいる。

## ソウルキャリバーVに登場する人物

### パトロクロス・アレクサンドル
パトロクロス・アレクサンドル [Patroklos Alexander]、Πάτροκλος Αλέξανδρος
- 登場作品: （5）
- 声: KENN

ソフィーティアの息子で、（5）における主人公の一人。父・ロティオンに育てられ、病死した彼の残した武具を手に、母を殺し家族の運命を狂わせたイヴィルを一掃するべく戦いを続ける。
母を死に追いやったイヴィルを憎んでいる。危うい正義感と自尊心を持ち、自らが悪と断じた者は容赦なく抹殺することを厭わない。苦しい生活の中で母親の冒険譚を夜な夜な聞かされたことで母親を神格化しており、祖母からも甘やかされていた。

### ピュラ・アレクサンドル
ピュラ・アレクサンドル [Pyrrha Alexandra]、Πύρρα Αλεξανδρα
- 登場作品: （5）
- 声: ささきのぞみ

（5）におけるもう一人の主人公。ソフィーティアの娘でパトロクロスの姉だが幼少の頃にティラに誘拐され、その策略により関わった人が非業の死に見舞われたため、「不幸を呼ぶ娘」として忌み嫌われている。様々な人のもとを転々としてきたため家族と呼べる存在はいないと思っている。ソウルエッジの欠片を体内に宿し、またイヴィルの要素を孕んでおり、次なるソウルエッジの宿主としてティラに目をつけられた。
非常に気弱な性格で、常に他者の顔色をうかがっている。争いに対しては消極的だが、母の形見である武具に施された"神の加護"に振り回されるように戦う。

### ツヴァイ
ツヴァイ [Z.W.E.I.]
- 本名: 不明
- 登場作品: （5）
- 声:

幻体「E.I.N.」を操る特殊能力を持つ謎の青年で、「人狼」と呼ばれている。自分とヴィオラを受け入れてくれたジークフリートの依頼で霊剣の継承者を探す。
二人の正反対の師から教わった剣術を独自にアレンジし、剣に備わった複数の柄を持ち替えながら不規則な軌道で剣を繰り出す。ぶっきらぼうな言動をしているが義理には篤い。E.I.N.は殺されそうになったときに本能的に呼び出した。

### 凪津
凪津（ナツ [Natsu]）
- 登場作品: （5）
- 声: 大浦冬華

封魔衆の一員で、長である千恵の養女でタキの弟子。レイシャの護衛を兼ねて行方不明の師を探す旅に出る。生まれてまもなくアラハバキに憑依されたため、タキによりこれへの厳重な封印を施されている。里では偏見に晒されたため奔放な性格で掟を破りまくっているが、師に対してだけは素直な一面を見せる。

### ヴィオラ
ヴィオラ [Viola]
- 登場作品: （5）
- 声: 生天目仁美

あまりに的確すぎる占いをするため迫害されていたが、ツヴァイに似た感情を抱き、行動を共にしている。過去の記憶を失っていることに加え、浮世離れした雰囲気のため、空気を読むのが下手で嘘を吐けない。

### 燕蕾夏
燕蕾夏（イェン・レイシャ [Yan Leixia]）
- 登場作品: （5）
- 声: 南條愛乃

父は明帝国将軍・燕武津（イェン・ウージン） で母は柴香華（チャイ・シャンファ）の娘として育つが、冒険譚に憧れて剣術を学ぶ。 弟・蕾信（レイシン）から貰った首飾りがきっかけで家を飛び出す。母に似て明るく活発。首飾りの詳細については知らない。

### シバ
シバ [Xiba]
- 登場作品: （5）
- 声: 豊永利行

明帝国の真行山で育った野生児で、真行山の麓に住む村人たちに可愛がられている。師父であり祖父は孔秀強（クン・シュウチャン）。滅法棍を継承するためにマキシ、ナツ、レイシャと旅に出る。良くも悪くも純粋で、あまり深く物事を考えない。

### αパトロクロス
αパトロクロス（α Patroklos、α Πάτροκλος）
- 登場作品: （5）
- 声: KENN

#### 設定
イヴィル化した姉・ピュラを救うべく霊剣ソウルキャリバーの新たな使い手として覚醒したパトロクロスの姿。母・ソフィーティアは死んだと聞かされ、父・ロティオンは病死している。
かつて出会った雪華から教わった抜刀術を使いこなす。当初に比べると高慢さは鳴りを潜めており、正義感の強い実直な青年に変化している。

### ピュラΩ
ピュラΩ（Pyrrha Ω、Πύρρα Ω）
- 登場作品: （5）
- 声: ささきのぞみ

邪剣ソウルエッジの新たな宿主と化したピュラの姿。イヴィル化が大きく進行し、右腕が異形化している。イヴィル化の影響で凶暴な性格に変貌を遂げており、これまで自分を虐げてきた全ての人間に対する憎悪は深まっている。

### エリュシオン
エリュシオン（Elysium、Ηλύσιον）
- 登場作品: （5）
- 声: 中村千絵

霊剣ソウルキャリバーの意識体で自在に姿を変えられる。ソフィーティアに酷似した女神のような姿をとっている。

## ソウルキャリバーVIに登場する人物

### グロー
グロー [Groh]
- 登場作品: （6）
- 声: 櫻井孝宏

ソウルエッジ及び眷属を抹消する活動を行う組織「アヴァル機関」に属する戦闘員。円卓の騎士ランスロットが所持していたアロンダイトのレプリカを用いて戦うが、人物像含めてその多くが謎に包まれており、唯一判明しているのは「奥の手」を持っていることだけである。常に冷静な表情を崩すことはないがアズウェルに対してのみ怒りを露わにすることも。
親友はカーティス、師はオーズル。

### アズウェル
アズウェル [Azwel]
- 登場作品: （6）
- 声: 江原正士

全ての人類に狂気的な愛を向ける人類学者。驚異的な知性であらゆる分野の学を修めた末に、人類全体を救済するべく強大なイヴィルスパームを人為的に発生させ、一段階上の領域へ進化させる計画を立案している。

## プレイヤーキャラクターの関係者
ロティオン（Rothion）
登場作品: （1）（6）
ソフィーティアの夫。彼女との間に二児を儲ける。ギリシャで鍛冶屋を営んでいる。ソフィーティアのよき理解者であり、突然旅に出る決心をした彼女に武具を用意する。また、義妹であるカサンドラが勝手に持ち出した武具を壊してしまった際も、すぐに新しい武具を用意あげたりと、彼女達姉妹の戦いを影からサポートする。（5）では最後の力を振り絞り、パトロクロスのための武具を作り出した。
ベルチー（Vercci）
登場作品: （エッジ）（1）（3）（4）（6）
声: 長嶝高士（エッジ）（3）、大川透（4）
ヴォルドの主であった豪商。強引な経営手腕で破滅に追いやった者も多く、「死の商人」と恐れられていた。他界して久しいが、ヴォルドはいまだに彼への忠誠を貫いており、生前ベルチーが溜め込んだ財宝が隠されている秘倉マネーピットの番人をしている。ヴォルドは、ある日突然聞こえてきた亡きベルチーの声に従いソウルエッジ探索に出るが、それは本当にベルチー本人（あるいはベルチーの霊魂）の声なのか、はたまたヴォルドの幻聴なのかは不明である。また（エッジ）と（1）のヴォルドのエンディングでは、ベルチーの姿を見ることができたが、（3）以降は声のみの登場。
フレデリック・シュタウフェン(Frederick  Schtauffen)
登場作品: （1）（4）
声: 大川透（4）
ジークフリートの父親である帝国騎士。マーガレットとの間にジークフリートを儲けた後、皇帝に召喚され他国遠征へと旅立つ。あるとき仲間と共に遠征先から帰還するが、ジーク率いる盗賊団に襲われ正体を気付かれぬまま殺害される。（1）のナイトメアのエンディングに登場し、ジークに己の行動を省みさせるために再び自身を剣で貫かせる。（4）では本物かどうかは不明だが、ジークの対戦相手として登場し、ジークを惑わせる。
柴香蓮（チャイ・シャンレン、Chai Xianglian）
登場作品: （4）（6）
キリクの姉弟子で、イヴィルスパームによって暴走したキリクを止めるため命を落とす。キリクの滅法棍、シャンファの護法剣（ソウルキャリバー）と並ぶ三宝の一つである、末法鏡という品を携えており、キリクが首から提げている青い欠片はその鏡の破片である。実はシャンファの姉にあたるが、キリク、シャンファ共にそのことは知らない。（4）のキリクのストーリーモードにおいてザサラメールの策略により、彼女らしき剣士と闘うことになる。
斗鬼（トキ、Toki）
登場作品: （3）（6）
声: 高塚正也
かつてタキの所属していた封魔忍軍の首領で、タキの養親兼師匠。タキの持ち帰ってきたソウルエッジの破片に魅入られてしまい、封魔忍軍を使って世界中のソウルエッジの破片を集めようとする。また抜け忍となったタキの抹殺を目論むが、（3）においてタキと直接対決し、遂に敗れる。さらに、ソウルエッジでの李龍の恋人、千恵を襲った犯人でもあることが（エッジAC）サウンドトラックの相関図で書かれている。
バングー(Bangoo)
登場作品: （エッジ）（1）
声: 瀧本富士子（エッジ）
ロックの養子。部族抗争で村が壊滅し、孤児になっていたところをロックに拾われる。最初のうちはロックに対して怯えて口を聞けなかったが、次第に心を開くようになる。以降はロックと普通に暮らしていたが、あるときロックの魂を欲したクンペトクーにロックを誘き出すためさらわれてしまう。しかし何とかロックに無事に救出され、その後は北欧の地に居を構え、地元の猟師や漁師達と時折交流しながら生活を続ける。それから月日が経ち独り立ちすることを決め、成人の儀として以前成し遂げられなかった「ひとりでの海越え」をすることを選ぶ。（1）のロックのエンディングではバングーが少年から青年へと成長した姿を見ることができ、ロックが使用していた斧を所持している。
千恵(チエ,Chie）
登場作品: （エッジ）
声: 根谷美智子
李龍の妻で、タキとは幼馴染。放浪の剣士に瀕死の重傷の怪我を負わされ父・八兵衛は亡くなったが、李が旅立った後に息を吹き返す。通りかかった村で蘇生し、数ヵ月後子供を出産する。しかし父親のことに関して悪い噂が流れ、幼い子供と共に村を去り、夫の帰りを待ち続けている。
種子島（火縄銃）の射手（Tanegashima）
登場作品: （エッジ）
声: 高木渉
氏名不明。（エッジ）の御剣のエンディングに登場する男で、御剣に種子島と自分の刀のどちらが強いか勝負を挑まれる。
クンペトクー(Kunpaetku)
登場作品: （1）（6）
アスタロスを造り上げた邪教集団フィグル･セステムスの大神官。アスタロスやリザードマン達を造り出すほどの呪力を持っていたが、アスタロスの裏切りにより教団はほぼ壊滅。クンペトクーも、なんとかアスタロスからは逃れるものの、直後にアスタロスを追ってきたマキシの手にかかる。一方、アスタロスのエンディングではアスタロスが裏切ったことに気付かず、帰還したアスタロスにそのまま掴まえられ、燃えた炎の中に連れていかれる。
ケフェウス(Cepheus)
古今東西のありとあらゆる武具を扱う商店「ケフェウス堂」の店長を務める老人。（3PS2）でプレイヤーが買い物をすることになるショップのオーナーであり、ヴァレリア・ファリン・リネットの雇い主でもある。ゲーム中で姿を見せることはない。
孔秀強(クン・シュウチャン,Kong Xiuqiang)
登場作品: （5）（6）
元臨勝寺の修行僧。かつては滅法棍継承者の有力候補であったが、同じく臨勝寺で剣術を学んでいた女性、柴香菲（チャイ・シャンフェイ。シャンレンとシャンファの母）と恋に落ち、護法剣を盗んだため破門された。その後荒んだ生活をしていたが、あるときアイヴィーに敗れた直後のミナと出会い、彼女に棍法を教えた。（5）ではシバの親代わり兼師匠を務めている。
カーティス(Curtis)
登場作品:（6）
アヴァル機関の戦闘員でグローの親友。人当たりのいい性格で、気難しいグローを何とか馴染ませようと苦心している。

## ゲストキャラクター
| キャラクター名                             | 声優                             | 出典                                         | 登場作品 | 備考 | 脚注   |
| ------------------------------------------ | -------------------------------- | -------------------------------------------- | -------- | --- | ------ |
| 三島平八                                   | 郷里大輔                         | 『鉄拳』シリーズ                             | (2CS)    | PS2版のみ | [ 18 ] |
| リンク                                     | 檜山修之                         | 『ゼルダの伝説』シリーズ                     | (2CS)    | GC版のみ | [ 18 ] |
| スポーン                                   | 大塚明夫                         | 『スポーン』                                 | (2CS)    | Xbox版のみ | [ 18 ] |
| ロイド                                     | 小西克幸                         | 『テイルズ オブ シンフォニア』               | （L）    | 同じ任天堂ハードウェアのユーザーを意識して、GC用ソフトである『テイルズ オブ シンフォニア』からのゲスト選出となった。               | [ 13 ] |
| ダース・ベイダー                           | 大平透                           | 『スター・ウォーズ』シリーズ                 | （4）    | | [ 19 ] |
| ヨーダ                                     | 永井一郎                         | 『スター・ウォーズ』シリーズ                 | （4）    | |        |
| アプレンティス                             | 阪口周平                         | 『スター・ウォーズ フォース アンリーシュド』 | （4）    | | [ 20 ] |
| クレイトス                                 | 玄田哲章                         | 『ゴッド・オブ・ウォー』                     | （BD）   | （BD）においては、邪教集団「フィグル・セステムス」の残党の男が復讐の為に禁断の術を使って現世に呼び出されたという設定で登場している |        |
| エツィオ・アウディトーレ・ダ・フィレンツェ | 関智一                           | 『アサシン クリード ブラザーフッド』         | （5）    | |        |
| ゲラルト                                   | 『ウィッチャー3 ワイルドハント』 | 山路和弘                                     | （6）    | |        |
| 2B(ヨルハ二号B型)                          | 『ニーア オートマタ』            | - 2B：石川由依 - ポッド042安元洋貴           | （6）    | |        |
| 覇王丸                                     | 『SAMURAI SPIRITS』              | 中村大樹                                     | （6）    | | [ 21 ] |